# Altın Çağ
Altın Çağ è un doppio album pubblicato nel 2010 dal musicista turco Can Atilla.

## Brani

### Disco 1
1. Önce Günes Tutuldu - 1:12
2. 1453 - Fetih - Show versiyon - 3:33
3. Jüstinyen Remix - 3:35
4. Yıldızların Kulesi Galata - 4:15 feat Ayça Sönmez
5. Karadan Giden Gemiler - 4:30
6. Bir Dilek Tut Şimdi - 5:00
7. Vivaldi İstambul'da - 4:57
8. Peçenin Ardındaki Gözler - Yeni versiyon - 3:45
9. Kızıl Kaftan - 3:45
10. Fatih Tek Başına - 3:33
11. Cem Sultan'ım Hapishane Günlüğü - 4:27
12. Karamanlarm Hikayesi - Enstrumantal versiyon - 3:33
13. Surların Önünde - 3:20
14. Ak Şemsettin'in Rüyası - Esir Pazarı 3.30 - Yeni versiyon - 1:55
15. Son Mektup - 2:14
16. Padişah Dansı - 5:18
17. Seramonik Marş - 4:27

### Disco 2
1. Prelüd - 1:24
2. Leb - i Derya - 6:00
3. Aya İrini'de Gölgeler - 5:50
4. Galata Kulesi'nin Yapılışi - 3:38
5. Sırlı Gemiler - 5:08
6. Şahi Topu - 2:19
7. Gece Dokunuşlari - 4:04
8. Ayasofya Melekleri - 5:30
9. Rumeli Hisarının Yapıliış - Remix - 4:50
10. Yağmur - 4:45
11. Hurrem Sultan Aşkına - 4:18
12. Mara Despina - 3:55
13. Hazarefen Sema'da - 5:20